# 비변사계회도
비변사계회도(備邊司契會圖)는 서울특별시 종로구 서울역사박물관에 있는, 조선시대 1550년(명종 5) 비변사의 관원들의 계회를 그린 그림이다. 2018년 10월 18일 서울특별시의 유형문화재 제431호로 지정되었다.

## 지정사유
1550년(명종 5) 비변사의 관원들의 계회를 그린 <비변사계회도>. 상단에 '題備邊司契會圖'라고 전서로 제목을 쓰고, 그 아래 북악산, 북한산을 배경으로 비변사 건물과 작은 인물들이 그려졌다. 현존하는 비변사계회도 중 가장 오래된 시기에 제작되었고, 당대의 저명한 사대부이자 문인인 신광한의 제시가 기록되어 있음. 이 제시는 신광한의 『企齋別集』 권1에 실린 「題備邊司契會圖 幷序」에 그 내용이 적혀있을 뿐 아니라, 계회도가 그려진 경위 및 당시의 시대상황 등을 잘 반영한다.
하단에 참가자의 좌목을 기록한 부분이 결실되었지만, 상단에는 전서로 기록된 제목이 있고, 중단에는 계회 장면을 그린 실경산수화가 등장하고 있어서 조선 초 계회도의 전형적인 형식을 갖추었던 것으로 추정된다. 회화 부분의 산수의 묘사도 16세기 중엽 경에 제작된 다른 계회도들과 유사하여 시대양식의 이른 사례이고, 특히 경복궁과 광화문, 현재의 세종로 부근의 도시 구조를 그림으로 명확하게 보여주어 가치가 높다.

## 조사 보고서
이 작품은 1550년(명종 5) 비변사의 관원들의 계회를 그린 <비변사계회도>이다. 상단에 '題備邊司契會圖'라고 전서로 제목을 쓰고, 그 아래 북악산, 북한산을 배경으로 비변사 건물과 작은 인물들이 그려져 있다. 현재 그림 하단의 좌목은 결실되었으나 화면 우측에 企齋 申光漢(1484∼1555)의 제시와 ‘嘉靖庚戌冬’이라는 연기가 적혀있어 그림에 대한 정보와 제작시기를 확인할 수 있다. 신광한의 『企齋別集』 권1에 실린 「제비변사계회도병서(題備邊司契會圖 幷序)」에는 이 그림에 적혀있는 시 이외에 그림에 대한 경위가 비교적 소상하게 적혀있다. 아래 그 번역문과 원문을 옮겨본다.
우리 동국은 삼면에 적으로 둘러싸여 융,적,만의 오랑캐의 걱정이 옛날부터 있었으며 고려때 가장 극심하였다. 우리 태조께서 새롭게 조선왕조의 운을 펼친 이래 성스러운 무공을 밝게 펴시어 국경을 경영하시어 남김이 없으셨다. 그러나 세월이 지나고 평화로운 시기가 오래되자 변경의 장수가 오랑캐를 다스림에 마땅함을 잃어 혹 평안하지 못한 일이 자주 있었다. 중묘조에 처음 비변사를 설치하고 문무관을 뽑아 위로는 공경으로부터 아래로는 낭관에 이르기까지 변경의 일에 유능한 사람을 모두 여기에서 일하게 하였다. 변경의 계책과 관련된 일은 대소를 불문하고 병조와 상의하여 처치하여서 잘못된 일이 별로 없었다. 근래 남왜가 순종하여 바다에 해적선이 없어지고 서쪽 오랑캐 중 가까이 사는 자들이 스스로 청하여 멀리 이주하였다. 이것은 비록 성주의 부드럽게 포용하시는 덕이 미친 것이겠으나, 여러 공들의 원대한 계획의 효과도 어찌 도운 것이 아니겠는가. 이에 성상의 덕화에 힘입고 평화로운 시절을 즐거워하고자 계회를 열어 친목을 유지하면서 적의 기세를 누르고자 하였으니, 때를 즐기다가 기미를 잃음이 아니로다. 이감은 비변사의 낭청인데 그림으로 그 일을 기록하고 여러 번 나에게 기록해 주기를 청하여 아래와 같이 시로 읊었다.
삼면의 산하가 크게 동방에 임했는데, 안위는 오로지 여러 공들에게 달렸네.

친목을 도모하며 변방의 계책을 헤아리니, 점을 치지 않고도 원대한 공을 기뻐하네.

이미 남쪽 바다에 전함이 없어지고, 다시 새외에 살던 오랑캐 달아났다고 하네.

운조의 요새 같고자 깊이 계책하며 위차(位次)를 정해 예를 행함에, 좋은 일과 두터운 우정이 그림 속에 들어있네.
惟我東國。三面受敵。戎與狄與蠻之患。自古有之。至麗季而極矣。我太祖啓運以來。布昭聖武。經略區畫。已無餘策。而歷世旣多。昇平又久。邊將玩寇。撫御失宜。或致不寧者屢矣。在中廟朝。始置備邊司。選朝中文武官。上自公卿。下至郞署。有能知邊事者。咸隷是司。如有邊計。不問大小。與兵曹商議處置。以故。鮮有敗事。近來。南倭效順。海絶賊船。西戎之逼居者自請遠移。是雖 聖主懷柔漸被之所及。而諸公訏謨定遠之效。亦豈小補哉。於是乎相與蒙上之化。樂時之平。而修之爲契事。以擬折衝於罇俎之間。非故玩時而失機者也。李正郞戡。乃其郞署也。旣爲圖畫其事。屢來請記於光漢。而詠之以詩。詩曰。
三面山河鎭大東。安危唯有仗諸公。要將罇俎籌邊策。不用樓龜喜遠功。已道海南無戰艦。還聞塞外遁棲戎。深謀雲鳥歸綿蕝。好事金蘭入畫中。

위 인용한 번역 및 원문 중 가장 마지막 부분에 <비변사계회도>에 적힌 시가 있다. 위 글을 통해 비록 현재 작품에 좌목이 없으나 비변사 낭청 李戡이 계회도에 붙인 글을 신광한에게 부탁하였음을 알 수 있다.
조선전기의 유명한 문인, 정치가인 신광한의 글이 적힌 점 이외에, 계회도 자체로서도 이 작품은 주목된다. 그려진 연대가 1550년으로 확실하고, 무엇보다도 북악(백악)산과 그 뒤의 북한(삼각)산을 배경으로, 경복궁과 광화문, 현재의 세종로와 종로 일대까지 비교적 사실적으로 그려져 있다. 서울의 도시변천사에 아주 귀중한 자료가 아닐 수 없다. 비변사의 위치는 기로소 남쪽임을 확인할 수 있고, 청사의 구조와 내부에 앉아있는 낭관들의 모습도 작지만 분명하다. 또 흥미로운 것은 광화문이 현재와 같은 석조 성문 형식이 아니라, 창덕궁 돈화문처럼 중층누각으로 지상에 직접 세운 문인 점이다. 이밖에도 이 작품을 잘 분석하면 경복궁, 세종로 일대의 옛날 도시의 모습을 복원할 수 있는 자료가 된다. 배경의 북악산 등 산수표현도 16세기 중반 산수화 양식을 잘 보여주며, 상단의 전서 제목, 신광한의 시를 쓴 서체 등 여러 점에서 조선 초기
문화의 격조를 보여주는 귀중한 작품이다.
이 작품은 현존하는 비변사계회도 중 가장 오래된 시기인 1550년에 제작되었고, 당대의 저명한 사대부이자 문인인 신광한의 제시가 기록되어 있다. 이 제시는 신광한의 『企齋別集』 권1에 실린 「題備邊司契會圖 幷序」에 그 내용이 적혀있을 뿐 아니라, 계회도가 그려진 경위 및 당시의 시대상황 등을 잘 반영하고 있다.
아쉽게도 하단에 있었을 참가자의 좌목을 기록한 부분이 결실되었지만, 상단에는 전서로 기록된 제목이 있고, 중단에는 계회 장면을 그린 실경산수화가 등장하고 있어서 조선 초 계회도의 전형적인 형식을 갖추었던 것으로 추정할 수 있다. 또한 회화 부분은 북악산과 북한산 등 산수의 묘사도 16세기 중엽 경에 제작된 다른 계회도들과 유사하여 시대양식의 이른 사례로서 가치가 높다.
무엇보다도 이 <비변사계회도>가 서울시유형문화재로서의 가치가 큰 점은 경복궁과 광화문, 현재의 세종로 부근의 도시 구조를 그림으로 명확하게 보여주는 점이다. 비변사의 위치도 문헌에 전하는 바와 마찬가지로 기로소의 남쪽에 해당하는 곳에 그려져 있고, 청사의 구조와 내부에서 좌정한 낭관들의 모습도 구체적으로 그려져 있어서 기록화로서의 가치도 높다. 이에 서울시 유형문화재로서 지정할 만한 충분한 가치가 있다.

## 참고 문헌
- 비변사계회도 - 국가유산청 국가유산포털